# Mosaikentwicklung
Die Mosaikentwicklung ist ein Entwicklungsmuster der Embryonalentwicklung. Sie führt die genetischen bzw. zytoplasmatischen Determinanten im Ei zu einer frühen Aufgabenzuweisung und zwingt die Zellen ganz oder wenig abhängig von anderen, einen deterministischen Entwicklungsweg zu gehen. Aus jedem der frühen Blastomere geht ein bestimmter Teil des Embryos hervor. Bei manchen Tieren wird das Schicksal der Blastomere schon in der Zygote festgelegt. Mosaikentwicklung tritt in ausgeprägter Form beim Fadenwurm Caenorhabditis elegans auf, aber auch bei Mollusken. Die stets gleiche Zellenzahl des adulten Individuums (Eutelie) von C. elegans erlaubt es, von jeder einzelnen Zelle einen eindeutigen Zellstammbaum mit jeder konkreten Zellteilung bis zur Zygote zurückzuverfolgen. Das Gegenmodell zur Mosaikentwicklung ist die regulatorische Entwicklung, bei der unter anderem Morphogene mit der Ausbildung von Konzentrationsgradienten von Zellsignalmolekülen eine größere Rolle für die Morphogenese spielen, so etwa bei der Wirbeltierentwicklung.